# برنارد فوكي
برنارد أو باريند فوكي (بالهولندية:Bernard Fokke)، وهو قبطان من مواليد القرن 17 من فريزي الأصل يعمل لدى شركة الهند الشرقية الهولندية. وقد اشتهر بسرعة رحلاته الغريبة من جمهورية هولندا إلى جزيرة جاوة. فعلى سبيل المثال، في عام 1678 سافر مسافة 3 أشهر في 4 (أو 10) أيام، وذلك لتسليم مجموعة من الرسائل لحاكم جزر الهند الشرقية الهولندية ريكلوف فان غوينز والتي أكدت مدة السفر. أقيم له تمثال في جزيرة كويبرتي الصغيرة، بالقرب من ميناء باتافيا. لكن تم تحطيم التمثال من قبل الإنجليز في عام 1808.
بسبب رحلاته السريعة أعتقد الناس في أن الشيطان كان يساعده، وغالبا ما كان يُعتبر نموذجا للقبطان الأسطوري للهولندي الطائر، وهي سفينة شبح حكم عليها بالإبحار إلى الأبد.